# دیوید تاملینسون
دیوید تاملینسون (انگلیسی: David Tomlinson؛ ۷ مهٔ ۱۹۱۷ – ۲۴ ژوئن ۲۰۰۰) یک هنرپیشه اهل بریتانیا بود. وی بین سال‌های ۱۹۴۰ تا ۱۹۸۰ میلادی فعالیت می‌کرد.

## قسمتی از فیلمشناسی
- میراندا -۱۹۴۸
- ساخت بهشت -۱۹۵۲
- تام جونز -۱۹۶۳
- مری پاپینز -۱۹۶۴
- تختخواب سحرآمیز -۱۹۷۱
- بچه‌های آب - ۱۹۷۸
- نقشه شیطانی دکتر فومانچو -۱۹۸۰